# Drei von der K
Drei von der K (Untertitel Aus der Arbeit der Deutschen Volkspolizei) ist eine Fernsehserie des Deutschen Fernsehfunks von 1969, die in Zusammenarbeit mit dem Ministerium des Innern der DDR entstand. Nach eigenen Angaben wurden darin authentische Kriminalfälle aus dem Zeitraum von 1945 bis 1969 nachgestaltet. Die Serie wurde abgelöst durch Rendezvous mit unbekannt. Die Serie wurde nach ihrer Erstausstrahlung noch einmal 1973 wiederholt. Die Serie steht inhaltlich und konzeptionell im Zusammenhang mit Die Kriminalfälle des Majors Zeman.

## Weitere technische Daten
Regie-Assistenz: Dieter Seidel, Karlheinz Scher, Helgard Große
Kamera-Assistenz: Rolf Hunger
Szenenbild: Christian Neugebauer
Ton: Wolfgang Degner, Klaus Krüger
Masken: Johanna Hübner, Gerhard Fillun
Aufnahmeleitung: Dorly Borns, Karlheinz Geburzi, Volker Schuster
Format: 35-mm-Film, Schwarzweiß
In Gastrollen treten u. a. auf Gert Gütschow, Walentin Kisseljow, Fred Delmare, Hans-Peter Minetti, Kurt Böwe, Martin Trettau, Werner Lierck, Jürgen Reuter, Hans Hardt-Hardtloff, Gerhard Bienert, Eva-Maria Hagen, Cox Habbema, Peter Borgelt, Wolfgang Winkler, Fritz Diez und Eberhard Esche.

## Handlung
Die drei Kriminalpolizeibeamten Reinhardt, Beck und Kalluweit klären von 1945 bis 1969 im Gebiet der Sowjetischen Besatzungszone (SBZ) bzw. der DDR Straftaten auf, die sowohl normale Straftaten als auch Schmuggel und Sabotage umfassen.

## Episodenliste
| Nummer | Episodentitel                        | Erstausstrahlung   |
| ------ | ------------------------------------ | ------------------ |
| 1      | Die Thorsteinbande                   | 25. Juni 1969      |
| 2      | Gift vom schwarzen Markt             | 3. Juli 1969       |
| 3      | Umschlagplatz Ruine                  | 10. Juli 1969      |
| 4      | Der Täter kommt um Mitternacht       | 17. Juli 1969      |
| 5      | Kupferdraht im Eichensarg            | 24. Juli 1969      |
| 6      | Endstation Schrottplatz              | 29. Juli 1969      |
| 7      | Der große Tag des Kurtchen Vogelsang | 6. August 1969     |
| 8      | Erpresser am Telefon                 | 13. August 1969    |
| 9      | Ginseng, Gold und Rattengift         | 20. August 1969    |
| 10     | Der Mann, der tot sein wollte        | 27. August 1969    |
| 11     | Nachtstreife                         | 3. September 1969  |
| 12     | Großfahndung                         | 10. September 1969 |
| 13     | Ein merkwürdiger Fall                | 17. September 1969 |

## Überlieferung
Im September 2018 veröffentlichte Studio Hamburg Enterprises die komplette Serie auf DVD.